# Krisiun
Krisiun és una banda de death metal brasilera formada per Alex Camargo (baixo i veu), Max Kolesne (bateria) i Moyses Kolesne (guitarra).

## Carrera artística
Krisiun és una banda de death metal brasilera formada l'any 1990 per tres germans a Porto Alegre, Rio Grande do Sul. Influenciats pel metall, especialment per les bandes Black Sabbath i Dio, van començar a col·leccionar discos i van formar la seva pròpia banda. Amb instruments senzills, es van correspondre amb altres bandes i fanzines del Brasil, buscant guanyar espai en l'escena musical i tocar l'estil de heavy metal que els agradava. El 1991, van llançar la seva primera cinta de demostració, seguida d'una segona cinta el 1992, rebent reconeixement underground.
Conscients de les dificultats de fer heavy metal a la seva ciutat natal, es van traslladar a São Paulo i van lluitar per gravar el seu mini àlbum Unmerciful Order l'any 1993. La banda va guanyar l'estatus de culte a causa de la velocitat i la intensitat de la seva composició, que els va permetre signar amb el segell alemany Gun Records el 1995 i va llançar el seu àlbum d'estudi debut, Black Force Domain. Van recórrer Europa i van guanyar visibilitat internacional. El 1998 van gravar el seu segon disc, Apocalyptic Revelation, a Alemanya.
Al llarg dels anys, Krisiun ha fet gires per Europa i els Estats Units, tocant al costat de bandes reconegudes com Kreator, Dimmu Borgir, Cradle of Filth, Napalm Death i moltes altres. El 1999, durant una gira pels Estats Units, van ser convidats a actuar al Milwaukee MetalFest i van signar un contracte amb Century Media Records. L'any 2000 van publicar l'àlbum Conquerors of Armageddon, que va ser molt elogiat per la crítica. La banda va continuar de gira per tot el món, guanyant una sòlida base de fans. Han publicat diversos àlbums, com Works of Carnage (2003), Bloodshed (2004), Assassination (2006), Southern Storm (2008), The Great Execution (2011) i Forged in Fury (2015), rebent reconeixement i elogis. Krisiun destaca pel seu so brutal, composicions ràpides i precises i la influència del metall de la vella escola.

## Discografia

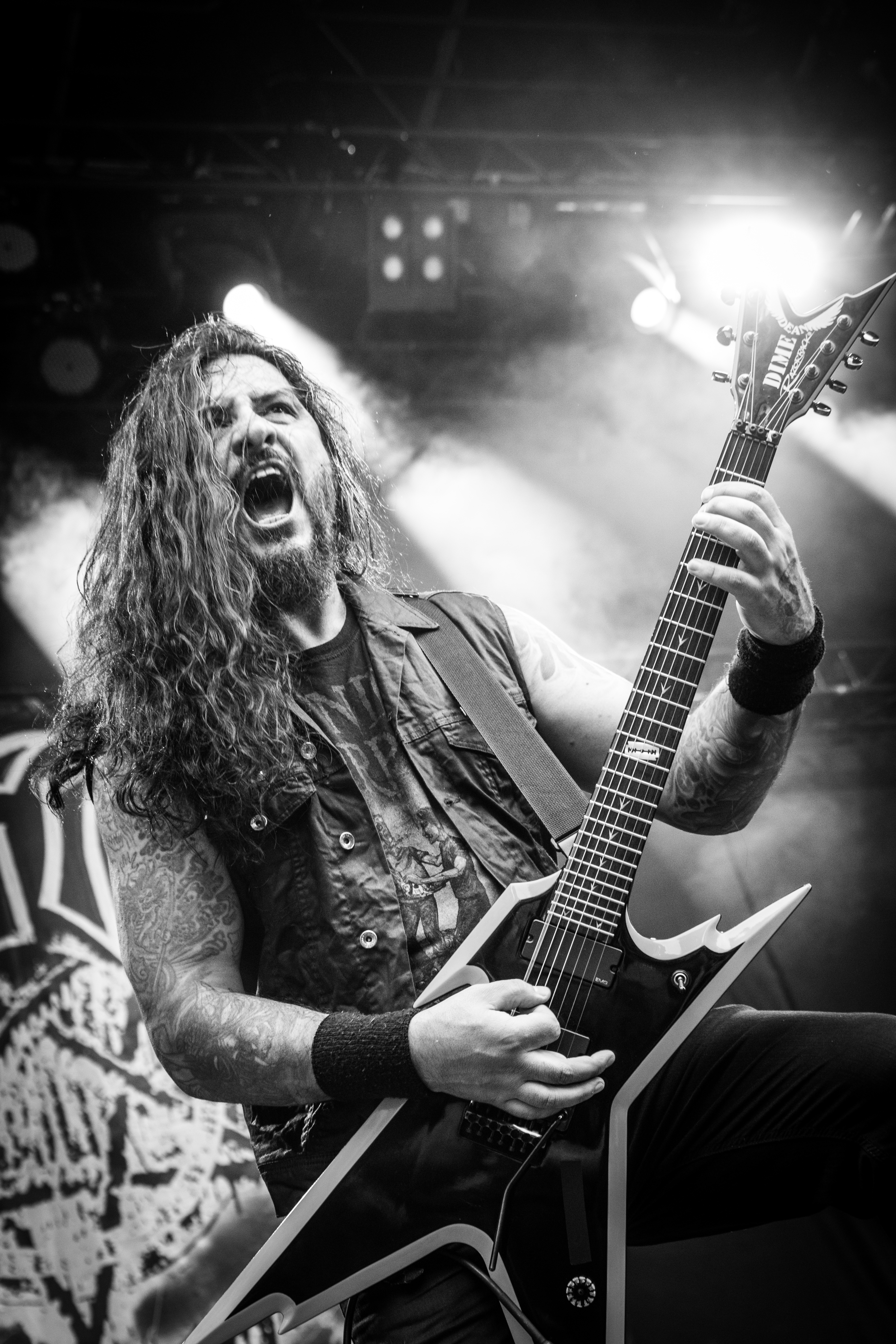
2016

- 1995: Black Force Domain
- 1998: Apocalyptic Revelation
- 2000: Conquerors of Armageddon
- 2001: Ageless Venomous
- 2003: Works of Carnage
- 2004: Bloodshed
- 2006: AssassiNation
- 2008: Southern Storm
- 2011: The Great Execution
- 2015: Forged in Fury
- 2018: Scourge of the Enthroned
- 2022: Mortem Solis